# 2-(4-氯苯氧)乙醇
2-(4-氯苯氧)乙醇（或称为2-(4-氯苯氧基)乙醇）是一种有机氯化合物，结构简式ClC
6H
4OCH
2CH
2OH，可用作抗真菌药。
它可由乙二醇和4-氯溴苯在碳酸钾存在下、氯化铜催化下加热反应制得。